# Тохой (Джидинский район)
Тохо́й (бур. Тохой - локоть, излучина) — село в Джидинском районе Бурятии. Входит в сельское поселение «Оёрское».

## География
Расположено в 40 км юго-западнее районного центра — села Петропавловка, на правом берегу реки Джиды. Название села произошло от бурятского слова «тохой», что в переводе на русский означает «изгиб реки, излучина».
Соседние населенные пункты — Оёр (5 км к север-западу), Желтура (8 км к востоку), Старый Укырчелон (1 км к западу).

## История
Село образовано приблизительно в 1727—1728 годах, когда вдоль российско-китайской границы устанавливались пограничные караулы.

## Население
| 2002 | 2010 |
| ---- | ---- |
| 326  | ↘261 |

## Экономика
Население преимущественно занимается сельским хозяйством, имеет личные подсобные хозяйства.

## Инфраструктура
- Сельский клуб
- Фельдшерско-акушерский пункт
- Школа

## Люди, связанные селом
- Вежевич Татьяна Ефимовна — уполномоченный по правам ребёнка в Республике Бурятия.